# Théâtre européen de la Première Guerre mondiale
Bien qu’une grande partie du conflit mondial eut lieu en dehors de l'Europe, le théâtre européen fut le principal théâtre des opérations de la Première Guerre mondiale et fut le lieu où la guerre commença et se termina. Pendant les quatre années de conflit, des batailles furent livrées par des armées de taille sans précédent, dotées de nouvelles technologies mécanisées, faisant des millions de morts et de blessés.

## Vue générale
Le théâtre européen est divisé en quatre principaux théâtres d'opérations : le front de l'Ouest, le front de l'Est, le front italien, et le front des Balkans. Toute l'Europe ne fut pas impliquée dans la guerre et les combats ne touchèrent pas l’ensemble des territoires des belligérants. Le Royaume-Uni fut presque épargné par la guerre. La plupart du territoire français ne fut pas touché directement par les combats, tout comme la majeure partie de l'Allemagne et de l'Italie.
Certains grands pays en Europe restèrent neutres pendant toute la guerre comme la Suède et l'Espagne, ils traversèrent la Grande Guerre sans être beaucoup affectés. D'autre part, certains pays furent conquis (Serbie, Belgique, Roumanie). D'autres pays comme la Russie et l'Empire ottoman virent des armées marchaient sur une grande partie de leurs territoires, avec pour résultats d’énormes dévastations.
Bien que les États-Unis participèrent à la guerre, en raison de la volonté de la Grande-Bretagne de contrôler l'océan Atlantique, le seul combat livré par l'armée américaine en Europe le fut sur le front occidental. L'armée américaine fut transportée par bateau à travers l'océan Atlantique pour combattre les Allemands en France.

## Front occidental
Le front de l'Ouest fut le théâtre de combats continus depuis le début de la guerre jusqu'à son dernier jour, le 11 novembre 1918. Les combats sur le front occidental furent principalement confinés à la partie nord-est de la France ainsi qu’à la Belgique. La plupart de la France ne fut pas envahie, et les Pays-Bas restèrent neutres pendant toute la guerre.
Le front occidental vit les forces armées de l'Empire allemand combattre les puissances alliées comprenant la France, l'Empire britannique, la Belgique et les États-Unis.

## Front de l'Est
Les combats sur le front de l'Est opposèrent principalement l'armée allemande et l'armée austro-hongroise contre les forces de l'Empire russe et de la Roumanie. Le front de l'Est s’étendit sur un très vaste territoire, de la mer Baltique, dans le nord, jusqu’à la mer Noire, dans le sud, et de la Prusse et de la Galicie, à l'ouest, jusqu’à la Lettonie et Minsk, à l'est.
Les combats sur ce front prirent fin tôt, la dernière importante opération militaire eut lieu à l'automne 1917. Les deux révolutions russes de 1917 forcèrent la Russie à sortir de la guerre. Le gouvernement bolchevique, qui prit le pouvoir en novembre 1917, avait promis de mettre fin à la guerre. Le gouvernement russe signa le traité de Brest-Litovsk qui a mis fin à la guerre pour la Russie en mars 1918.

## Front italien
Le front italien ne concerna qu’une petite partie du nord de l'Italie et de la frontière occidentale de l'Autriche-Hongrie. Les combats commencèrent le 23 mai 1915 et perdurèrent jusqu'à 3 novembre 1918. La plupart des combats se concentra sur un très petite surface entre les Alpes et l'Adriatique, près de la ville de Trieste.
Les combats eurent lieu principalement entre l'Italie et l'Autriche-Hongrie, mais aussi inclurent de petits contingents français, britanniques et américains (qui ont combattirent aux côtés des Italiens), et allemands (aux côtés de l'Autriche-Hongrie).

## Front des Balkans
Le Front des Balkans couvrait toute la Serbie, le Monténégro, l'Albanie et la Roumanie. Il a s’étendait aussi au nord de la Grèce, à la partie occidentale de la Bulgarie, au sud et l'est de l'Autriche-Hongrie. Très peu de combats eurent lieu sur ce théâtre pendant de longues périodes. Il était considéré comme un théâtre mineur de la guerre par les grandes puissances.
Les puissances centrales d'Autriche-Hongrie, d'Allemagne, de Bulgarie et de l'Empire ottoman était opposés aux puissances alliées, à savoir la Serbie, la France, le Royaume-Uni, la Roumanie, la Russie, le Monténégro et la Grèce.

## Conflit naval
En raison de la supériorité des marines britannique et française, seuls des combats limités eurent lieu dans les mers entourant l'Europe. La flotte de U-Boot allemande essaya de couler les navires marchands britanniques, avec un certain succès au début de la guerre. Les U-boot allemands avaient une autonomie modérée durant toute la guerre et intervinrent principalement dans la mer du Nord, en mer d'Irlande et dans la Méditerranée. La menace des U-Boot fut considérablement réduite lorsque les Britanniques adoptèrent finalement le système de convois au début de 1917.
Il y eut une grande bataille dans les eaux proches de l'Europe : la bataille du Jutland le 31 mai 1916 et le 1er juin 1916 entre la flotte de haute mer allemande et de la Grande Flotte britannique. Ce fut l'une des plus grandes batailles navales de l'histoire bien qu’à certains égards, la bataille ne fut pas décisive.
Dans l'Adriatique, certains combats très limités eurent lieu en mer entre la marine austro-hongroise et les marines française, britannique et italienne. La stratégie des Alliés était de bloquer l'Adriatique et de suivre les mouvements de la flotte autrichienne. Globalement, cette stratégie fut un succès, mais les Allemands et les Autrichiens furent en mesure d'envoyer des sous-marins dans la Méditerranée où ils firent quelques dégâts. La principal port de la flotte allemande et autrichienne dans l'Adriatique était Pola (aujourd'hui Pula en Croatie).
Le Japon, allié du Royaume-Uni, envoya des destroyers dans la Méditerranée. Ils furent très efficaces pour patrouiller et dans la lutte anti-sous-marine. En revanche, la marine italienne était « languissante et apathique » (Cyril Falls " La Grande Guerre », p. 295). La seule bataille navale importante a eu lieu le 15 mai 1917, lorsque trois croiseurs autrichiens commandés par le capitaine Miklós Horthy organisèrent un raid sur certains transports italiens et britanniques près de Vlorë en Albanie. Le raid fut un succès partiel, mais les assaillants furent presque détruit par les obus des navires italiens qui les chassèrent vers Pola.
Dans la mer Noire, la flotte russe fut dominante et fut dirigé par deux commandants qualifiés, l'amiral Eberhart, puis l'amiral Koltchak (qui prit la relève en 1916). À la fin de 1915, la flotte russe avait le contrôle presque complet de la mer. La flotte de la mer Noire fut principalement utilisée pour soutenir le général Ioudenitch dans la campagne du Caucase.
Dans la mer Baltique, la flotte russe était essentiellement inactive, se cachant derrière les barrages de mines qui s'étendaient au travers de l'entrée du golfe de Finlande. Ainsi, la flotte de la Baltique allemande domina la mer et aida occasionnellement l'armée de terre allemande sur le front de l'Est.